# Minereu

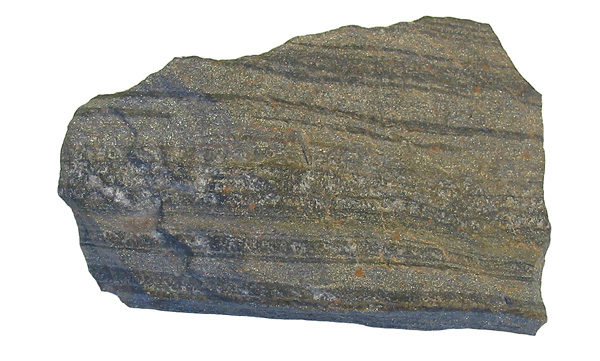
Minereu de fier stratificat

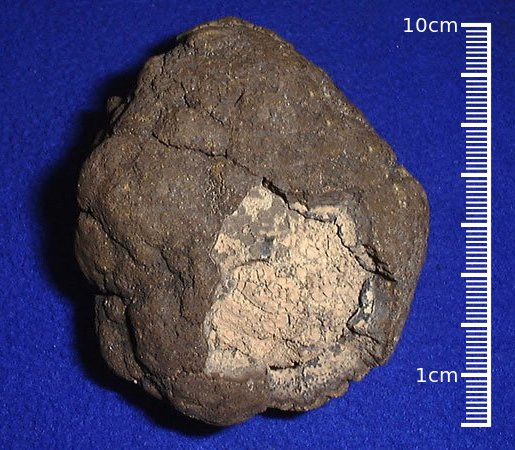
Minereu de mangan

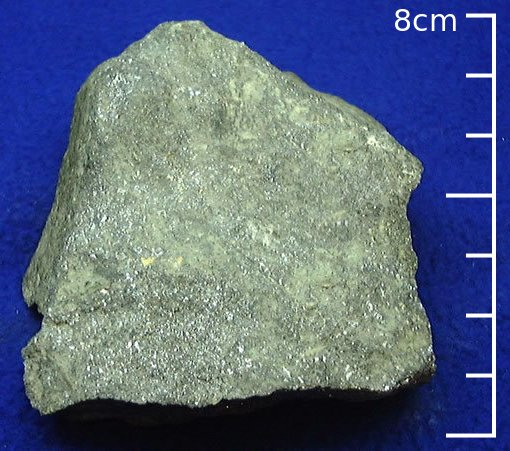
Minereu de plumb

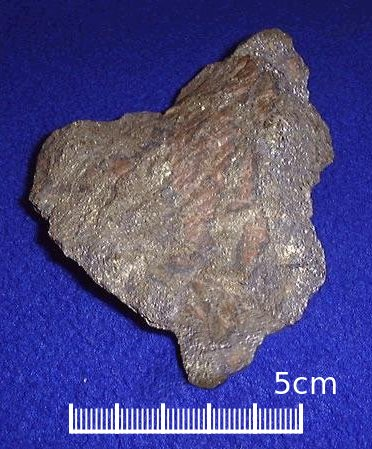
Minereu de aur

Un minereu reprezintă o acumulare de unul sau mai multe minerale din care se pot extrage, pe scară industrială, unul sau mai multe elemente (metale sau metaloizi) sau combinații ale acestora. În economie, termenul indică faptul că un zăcământ este rentabile pentru exploatare din punct de vedere economic. Rentabilitatea economică este influențată de valoarea mineralelor pe piața de desfacere (care variază în decursul istoriei) și în bogăția (concentrația în minerale utile) zăcământului.
Istoria omenirii este legată de exploatarea minereurilor metalifere; la început aceste minerale care erau la suprafață au fost culese, ulterior efectuându-se lucrări miniere de exploatare a lor.
Minereurile au un conținut variat în metale; astfel un minereu sărac poate conține 2% zinc, pe când un minereu bogat poate atinge un conținut de 70% fier.

## Mineralele utile mai importante
- Argentit: Ag2S
- Aur: Au
- Bauxită: Al(OH)3
- Baritină: BaSO4
- Beriliu: Be3Al2(SiO3)6
- Blendă: ZnS
- Bornit: Cu5FeS4
- Calcopirită: CuFeS2
- Calcozină: Cu2S
- Casiterit: SnO2
- Cinabru: HgS
- Cromit: (Fe,Mg)Cr2O4
- Cobaltit: (Co,Fe)AsS
- Columbit-Tantalit sau
- Coltan: (Fe,Mn)(Nb,Ta)2O6
- Galenă: PbS
- Hematit: Fe2O3
- Ilmenit: FeTiO3
- Magnetit: Fe3O4
- Molibdenit: MoS2
- Monazit, (REE)PO4
- Pentlandit:(Fe,Ni)9S8
- Pirită: FeS2
- Sheelit: CaWO4
- Wolframit: (Fe,Mn)WO4